# Mauricio en los Juegos Olímpicos
Mauricio en los Juegos Olímpicos está representado por el Comité Olímpico de Mauricio, creado en 1971 y reconocido por el Comité Olímpico Internacional en 1972.
Ha participado en once ediciones de los Juegos Olímpicos de Verano, su primera presencia tuvo lugar en Los Ángeles 1984. El deportista Bruno Julie logró la única medalla olímpica del país en las ediciones de verano, al obtener en Pekín 2008 la medalla de bronce en boxeo en la categoría de –54 kg.
En los Juegos Olímpicos de Invierno Mauricio no ha participado en ninguna edición.

## Medallero

### Por edición
Juegos Olímpicos de Verano
| Evento              | Oro | Plata | Bronce | Total |
| ------------------- | --- | ----- | ------ | ----- |
| Los Ángeles 1984    | 0   | 0     | 0      | 0     |
| Seúl 1988           | 0   | 0     | 0      | 0     |
| Barcelona 1992      | 0   | 0     | 0      | 0     |
| Atlanta 1996        | 0   | 0     | 0      | 0     |
| Sídney 2000         | 0   | 0     | 0      | 0     |
| Atenas 2004         | 0   | 0     | 0      | 0     |
| Pekín 2008          | 0   | 0     | 1      | 1     |
| Londres 2012        | 0   | 0     | 0      | 0     |
| Río de Janeiro 2016 | 0   | 0     | 0      | 0     |
| Tokio 2020          | 0   | 0     | 0      | 0     |
| París 2024          | 0   | 0     | 0      | 0     |
| TOTAL               | 0   | 0     | 1      | 1     |

### Por deporte
Deportes de verano
| Evento | Oro | Plata | Bronce | Total |
| ------ | --- | ----- | ------ | ----- |
| Boxeo  | 0   | 0     | 1      | 1     |
| TOTAL  | 0   | 0     | 1      | 1     |